# Canton de Septmont
Le canton de Septmont est une ancienne division administrative française du département de l'Aisne, située dans le district de Soissons. Son chef-lieu était la commune de Septmont (aujourd'hui: Septmonts) et le canton comptait 12 communes.

## Histoire
Le canton est créé le 18 février 1790 sous la Révolution française,. 
Le canton a d'abord Buzancy pour chef-lieu au moment de sa création. Il est rapidement remplacé par Septmont comme chef-lieu, à une date inconnue. Le canton a compté douze communes : Berzy-le-Sec, Buzancy, Chacrise, Chaudun, Noyant-et-Aconin, Ploisy, Rozières-sur-Crise, Septmont, Taux, Tigny, Vierzy et Villemontoire. Il est une subdivision du district de Soissons qui disparait le 5 Fructidor An III (22 août 1795). Le canton ne subit aucune modification dans sa composition communale pendant cette période.
Lors de la création des arrondissements par la loi du 28 pluviôse an VIII (17 février 1800), le canton de Septmont est rattaché à l'arrondissement de Soissons.
Le canton disparaît le 25 septembre 1801 (3 vendémiaire, an X) sous le Consulat. Quatre communes du canton (Berzy-le-Sec, Noyant-et-Aconin, Ploisy et Septmonts) intègrent le canton de Soissons. Huit autres communes (Buzancy, Chacrise, Chaudun, Rozières-sur-Crise, Taux, Tigny, Vierzy et Villemontoire) sont rattachées au canton d'Oulchy-le-Château.

## Composition
Le canton est composé de 12 communes au moment de sa suppression en 1801. 
Le tableau suivant en donne la liste, en précisant leur nom, leur population en 1793, puis en 1800, leur cantons de rattachement de l'An X, et leur appartenance aux cantons actuels.

| Communes           | Population (1793) | Population (1800) | Canton de l'an X  | Canton actuel     |
| ------------------ | ----------------- | ----------------- | ----------------- | ----------------- |
| Berzy-le-Sec       | 315               | 315               | Soissons          | Soissons-2        |
| Buzancy            | 185               | 141               | Oulchy-le-Château | Villers-Cotterêts |
| Chacrise           | 336               | 390               | Oulchy-le-Château | Villers-Cotterêts |
| Chaudun            | 213               | 185               | Oulchy-le-Château | Villers-Cotterêts |
| Noyant-et-Aconin   | 209               | 209               | Soissons          | Soissons-2        |
| Ploisy             | 64                | 72                | Soissons          | Soissons-2        |
| Rozières-sur-Crise | 162               | 165               | Oulchy-le-Château | Villers-Cotterêts |
| Septmont,          | 324               | 408               | Soissons          | Soissons-2        |
| Taux,              | 61                | 54                | Oulchy-le-Château | Villers-Cotterêts |
| Tigny,             | 121               | 146               | Oulchy-le-Château | Villers-Cotterêts |
| Vierzy             | 237               | 266               | Oulchy-le-Château | Villers-Cotterêts |
| Villemontoire      | 177               | 174               | Oulchy-le-Château | Villers-Cotterêts |

## Évolution démographique
| 1793  | 1800  |
| ----- | ----- |
| 2 404 | 2 525 |

Histogramme

(élaboration graphique par Wikipédia)